# Friedrich Wilhelm Goebel

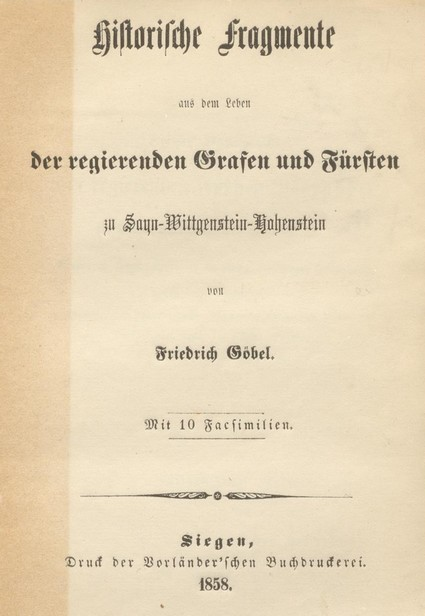
Titelblatt der „Historischen Fragmente“ Friedrich Goebels (1858)

Friedrich Christian Wilhelm Goebel (* 26. August 1812 auf Schloss Wittgenstein; † 28. Oktober 1902 in Siegen) war ein preußischer Gerichtssekretär und Heimatkundler. Sein Themengebiete umfassten insbesondere die Schulgeschichte des Siegerlandes und die Kirchengeschichte des Altkreises Wittgenstein.

## Leben
Friedrich Goebel war das zweite Kind des Fürstlich Wittgensteinischen Kabinettsekretärs Friedrich Christian Goebel (1778–1842) und dessen Frau Louise Elisabeth, geb. Feuring (geboren 1789). Er besuchte die Bürger- und Realschule in Siegen, anschließend das  Gymnasium in Wetzlar, das er vor der Abiturprüfung verließ. Er trat in den Dienst der preußischen Justiz, wo er zuletzt als Gerichtssekretär am Kreisgericht Siegen tätig war. 1871 wurde er unter Verleihung des Ehrentitels „Kanzleirat“ in den Ruhestand versetzt.

## Leistungen
Goebel beschäftigte sich zeitlebens mit der Geschichte seiner Heimatregion und trug Materialsammlungen zusammen, die von seinen Zeitgenossen als ergiebig gerühmt wurden und nach seinem Tod in Museen und Bibliotheken der Stadt Siegen gelangten. Infolge des Zweiten Weltkriegs sind sie aber komplett verloren. Goebel pflegte intensiven Kontakt zu Wissenschaftlern, insbesondere dem reformierten Theologen und Kirchenhistoriker Friedrich Wilhelm Cuno. Aus Goebels Feder sind 40 Titel bekannt, die sich mit dem Themenfeldern Schulgeschichte Siegens und Wittgensteins, Kirchengeschichte Wittgensteins und mit der Geschichte des fürstlichen Hauses  zu Sayn-Wittgenstein beschäftigen. Mit Ausnahme seiner mittlerweile überholten Arbeiten zur Schulgeschichte Siegens sind diese Schriften nach wie vor für die Forschung von Bedeutung.

## Werke in Auswahl
- Historische Fragmente aus dem Leben der regierenden Grafen und Fürsten zu Sayn-Wittgenstein-Hohenstein. Siegen 1858.
- Mittheilungen zur Geschichte des ehemaligen reformirten Pädagogiums zu Siegen. Gütersloh 1873.
- Zur Geschichte der Stadtschule in Berleburg. Gütersloh 1878.
- Hieronymus Banfius, weiland reformierter Pastor in Solingen. In: Zeitschrift des Bergischen Geschichtsvereins 15 (1879), S. 19–27.
- Geschichte der Stadtschule zu Laasphe. Gütersloh 1879.

Darüber hinaus erschienen zahlreiche Beiträge Goebels über die Kirchengemeinden in Wittgenstein und über Personen des fürstlichen Hauses Wittgenstein als Fortsetzungsartikel in lokalen Zeitungen, vollständiger Nachweis bei Burkardt, Nachweis der Wittgenstein betreffenden Titel in der Bibliographie Wittgenstein.